# بابی لوس
بابی لوس (انگلیسی: Bobby Lohse؛ زادهٔ ۳ فوریهٔ ۱۹۵۸) قایقران قایق بادبانی اهل سوئد است.